# Žiežmariai
Žiežmariai är en ort i Litauen.   Den ligger i kommunen Kaišiadorys och länet Kaunas län, i den centrala delen av landet, 50 km väster om huvudstaden Vilnius. Žiežmariai ligger 64 meter över havet och antalet invånare är 4 060.
Terrängen runt Žiežmariai är huvudsakligen platt. Žiežmariai ligger nere i en dal. Runt Žiežmariai är det ganska glesbefolkat, med 36 invånare per kvadratkilometer. Närmaste större samhälle är Elektrėnai, 13,7 km öster om Žiežmariai. Trakten runt Žiežmariai består till största delen av jordbruksmark.